# 盱眙县人民医院
盱眙县人民医院，是中国江苏省的一所医院，为二级甲等医院，位于盱城镇淮河东路3号。

## 规模
盱眙县人民医院总床位250张，日门诊量484人次。